# Stora Budtjärnen
Stora Budtjärnen är en sjö i Leksands kommun i Dalarna och ingår i Dalälvens huvudavrinningsområde. Sjöns area är 0,018 kvadratkilometer och den befinner sig 328 meter över havet.